# Pembrey and Burry Port Town
Pembrey and Burry Port Town (en anglais) ou Pen-bre a Phorth Tywyn (en gallois) est une communauté du Carmarthenshire, au pays de Galles.
Comme son nom l'indique, elle comprend la ville de Burry Port / Porth Tywyn et le village de Pembrey / Pen-bre (en). Au recensement de 2011, elle comptait 8 547 habitants.